# Not Fragile
Albums de Bachman-Turner Overdrive
Bachman-Turner Overdrive II
(1973) Four Wheel Drive
(1975)
Singles
1. You Ain't Seen Nothing Yet
Sortie : septembre 1974
2. Roll On down the Highway
Sortie : janvier 1975

Not Fragile est le troisième album studio du groupe hard rock canadien Bachman-Turner Overdrive. Il est paru en août 1974 sur le label Mercury et a été produit par Randy Bachman. Deux singles sont issus de l'album, You Ain't Seen Nothing Yet et Roll On Down the Highway. 

## Historique
Cet album fut enregistré dans les Kaye-Smith Studios de Seattle aux États-Unis, studios que se partagent, en copropriété, l'acteur Danny Kaye et l'homme d'affaires Lester Smith.
Notable changement dans la composition du groupe, Tim Bachman a quitté le groupe et a été remplacé par un guitariste natif de Vancouver, Blair Thornton, ancien guitariste d'un groupe de Vancouver Crosstown Bus. Le groupe y gagne un deuxième guitariste soliste et un compositeur : en effet, Thornton compose deux titres pour cet album, Free Wheelin' en hommage à Duane Allman et Givin' It All Away.
Propulsé par ses deux singles, Roll On Down the Highway (no 14 aux États-Unis) et You Ain't Seen Nothing Yet (no 1 aux États-Unis), cet album est le plus grand succès du groupe ; il se classa à la 1re place du Billboard 200 aux États-Unis et dans les charts canadiens du magazine RPM.
L'album ainsi que le single You Ain't Seen Nothing Yet sont certifiés disque d'or aux États-Unis. En 1975, au Canada, le groupe remporte trois Juno Awards grâce à cet album.

## Liste des titres
Face 1
| No | Titre                                | Auteur                 | Chant              | Durée |
| -- | ------------------------------------ | ---------------------- | ------------------ | ----- |
| 1. | Not Fragile                          | C.F. Turner            | Turner             | 4:05  |
| 2. | Rock Is My Life, and This Is My Song | Randy Bachman          | Bachman            | 5:00  |
| 3. | Roll On Down the Highway             | Randy Bachman / Turner | Turner             | 3:56  |
| 4. | You Ain't Seen Nothing Yet           | Randy Bachman          | Bachman            | 3:54  |
| 5. | Free Wheelin'                        | Blair Thornton         | Titre instrumental | 3:44  |

Face 2
| No | Titre              | Auteur        | Chant            | Durée |
| -- | ------------------ | ------------- | ---------------- | ----- |
| 6. | Sledgehammer       | Randy Bachman | Bachman & Turner | 4:30  |
| 7. | Blue Moanin'       | Turner        | Turner           | 3:42  |
| 8. | Second Hand        | Randy Bachman | Bachman          | 3:30  |
| 9. | Givin' It all Away | Thornton      | Bachman & Turner | 3:46  |

## Personnel
- Randy Bachman : chant, guitares
- Blair Thornton : guitares, chœurs
- C.F. Turner : chant, basse
- Robbie Bachman : batterie

## Personnel additionnel
- Frank Trowbridge : guitare slide sur Blue Moanin

## Charts et certifications

### Album
| Pays             | Durée du classement | Meilleur classement |
| ---------------- | ------------------- | ------------------- |
| Allemagne        | 7 semaines          | 6e                  |
| Autriche         | 4 semaines          | 8e                  |
| Canada           | 71 semaines         | 1er                 |
| États-Unis       | 50 semaines         | 1er                 |
| Norvège          | 6 semaines          | 17e                 |
| Nouvelle-Zélande | 17 semaines         | 5e                  |
| Pays-Bas         | 3 semaines          | 15e                 |
| Royaume-Uni      | 13 semaines         | 12e                 |

| Pays        | Certification | Ventes    | Date       |
| ----------- | ------------- | --------- | ---------- |
| Canada      | Platine       | 100 000 + | 01/06/1976 |
| États-Unis  | Or            | 500 000 + | 23/08/1974 |
| Royaume-Uni | Argent        | 60 000 +  | 01/04/1975 |

### Singles
Charts
| Date | Single                     | Chart               | Position |
| ---- | -------------------------- | ------------------- | -------- |
| 1974 | You Ain't Seen Nothing Yet | Single Top 100      | 1er      |
| 1974 | You Ain't Seen Nothing Yet | Ultratop            | 6e       |
| 1974 | You Ain't Seen Nothing Yet | RPM Top Singles     | 1er      |
| 1974 | You Ain't Seen Nothing Yet | Mega Top 50         | 3e       |
| 1974 | You Ain't Seen Nothing Yet | Hot 100             | 1er      |
| 1974 | You Ain't Seen Nothing Yet | UK Singles Chart    | 2e       |
| 1975 | You Ain't Seen Nothing Yet | Ö3 Austria Top 40   | 3e       |
| 1975 | You Ain't Seen Nothing Yet | Top 100             | 56e      |
| 1975 | You Ain't Seen Nothing Yet | VG-lista            | 7e       |
| 1975 | You Ain't Seen Nothing Yet | RMNZ Singles Top40  | 25e      |
| 1975 | You Ain't Seen Nothing Yet | Schweizer Hitparade | 5e       |
| 1975 | Roll On Down the Highway   | Single Top 100      | 18e      |
| 1975 | Roll On Down the Highway   | RPM Top Singles     | 4e       |
| 1975 | Roll On Down the Highway   | RMNZ Singles Top40  | 20e      |
| 1975 | Roll On Down the Highway   | Mega Top 50         | 25e      |
| 1975 | Roll On Down the Highway   | Hot 100             | 14e      |
| 1975 | Roll On Down the Highway   | UK Singles Chart    | 22e      |

Certification
| Single                     | Pays        | Certification | Ventes      | Date       |
| -------------------------- | ----------- | ------------- | ----------- | ---------- |
| You Ain't Seen Nothing Yet | États-Unis  | Or            | 1 000 000 + | 23/08/1974 |
| You Ain't Seen Nothing Yet | Royaume-Uni | Argent        | 200 000 +   | 01/02/1975 |